# Ben Klein Goldewijk
Ben Klein Goldewijk (Zieuwent, 10 december 1958) is een Nederlands voormalig profvoetballer.
Hij begon zijn profcarrière bij De Graafschap, waarna hij in 1981 naar N.E.C. verkaste. In april 1982 raakte hij zeer ernstig geblesseerd nadat hij in een oefenwedstrijd tegen VV Trekvogels tegen het hoofd van een tegenstander kopte. Hij brak zijn schedel, neus en oogkas en zijn hersenvlies scheurde. Een half jaar na zijn hersenoperatie speelde hij alweer in het tweede elftal.
Toen in 1983 eerste doelman Harry Schellekens naar FC Groningen vertrok, wilde N.E.C. ook het contract met Klein Goldewijk verbreken. Door een procedurefout moeten de Nijmegenaren hem echter onder contract houden, waarna hij in het seizoen 1983/84 moest concurreren met de nieuw aangetrokken doelman Wim van Cuijk. N.E.C. speelde in dat seizoen in de eerste divisie en tegelijkertijd in de Europacup II.
Aanvankelijk werd Van Cuijk steeds in de basis opgesteld, maar na een eigen doelpunt in de thuiswedstrijd tegen FC Barcelona werd deze door trainer Pim van de Meent op de bank gezet en kwam Klein Goldewijk in de basis terecht. Zo verdedigde hij het Nijmeegse doel in de returnwedstrijd in Nou Camp te Barcelona. Na enkele optredens verloor hij zijn basisplaats echter weer aan Van Cuijk.
In 1984 werd doelman Nico Hanssen aangetrokken. Klein Goldewijk vertrok vervolgens naar SV Vrasselt in de Duitse plaats Vrasselt.